# Giovan Battista Marin
Giovan Battista Marin (soprannominato "Titta"; Corfù, 3 gennaio 1777 – ...) è stato un nobile italiano cittadino della Repubblica di Venezia.
Fu figlio della famosa salonniére e scrittrice Isabella Teotochi Marin Albrizzi.

## Biografia
Giambattista Marin nasce a Corfù, allora possedimento della Repubblica di Venezia, dal sopracomito di galea Carlo Antonio Marin e Isabella Teotochi Marin Albrizzi, nobildonna corcirese che in seguito darà vita, a Venezia, ad un famoso salotto letterario.
Nel 1778 una nuova carica imponeva al padre di far ritorno a Venezia; la famiglia si stabilisce nella casa a San Benedetto dove abitavano, oltre al padre e agli zii, anche gli altri fratelli di Carlo Antonio.
Dopo un soggiorno di due anni, dal 1778 al 1780, a Salò, dove Carlo Antonio era stato nominato provveditore e capitano, i coniugi Marin fanno nuovamente ritorno a Venezia. Vista l'insopportabile prospettiva di ritornare ad abitare assieme alla numerosa parentela del Marin, Isabella convince il marito ad affittare una casa in calle delle Balotte, dietro la chiesa di San Salvador. La famiglia trascorre inoltre i mesi estivi nella villa di Gardigiano.
Giambattista frequenta in seguito il seminario vescovile di Treviso, il cui rettore era lo zio Bernardino Marin, vescovo di Treviso.
Carlo Antonio ottiene nel giugno 1793 l'alto incarico di provveditore nelle isole di Cefalonia e Itaca. La moglie oppone un netto rifiuto all'eventualità di un trasferimento proprio e del figlio, rifiuto motivato, sostiene, dalla necessità che Giambattista completasse i propri studi.
Invece, Marin i primi di settembre, ritirato Giambattista dal collegio del seminario di Treviso, decide di portarlo con sé nel lungo viaggio in carrozza da Venezia a Otranto, da dove si sarebbero imbarcati per la Grecia. Dopo aver percorso la penisola, fermandosi nelle maggiori città e facendo apprezzare a Titta le bellezze archeologiche di Napoli e Roma, Carlo Antonio arriva, verso la fine di ottobre, a Cefalonia.
Nell'aprile 1794 la madre, rimasta a Venezia, annuncia ufficialmente all'arcivescovo di Corfù la sua richiesta di annullamento. Ottenuto da Corfù un primo verdetto negativo, forte dell'aiuto, anche economico, dell'influente inquisitore Giovanni Battista VI Albrizzi e grazie alla mediazione di Pietro Pesaro, ambasciatore della Serenissima Repubblica a Roma, Isabella ottiene l'interessamento del pontefice. Per intercessione di Pio VI, il vescovo di Belluno Sebastiano Alcaini riceve infatti l'incarico di rivedere il processo di annullamento di matrimonio.
Giambattista, tornato a Venezia, cresce dunque nella casa paterna.
Sarà comunque citato nel testamento della madre come legatario assieme al fratellastro Giovanni Battista Giuseppe Albrizzi.